# Johnny Mercer

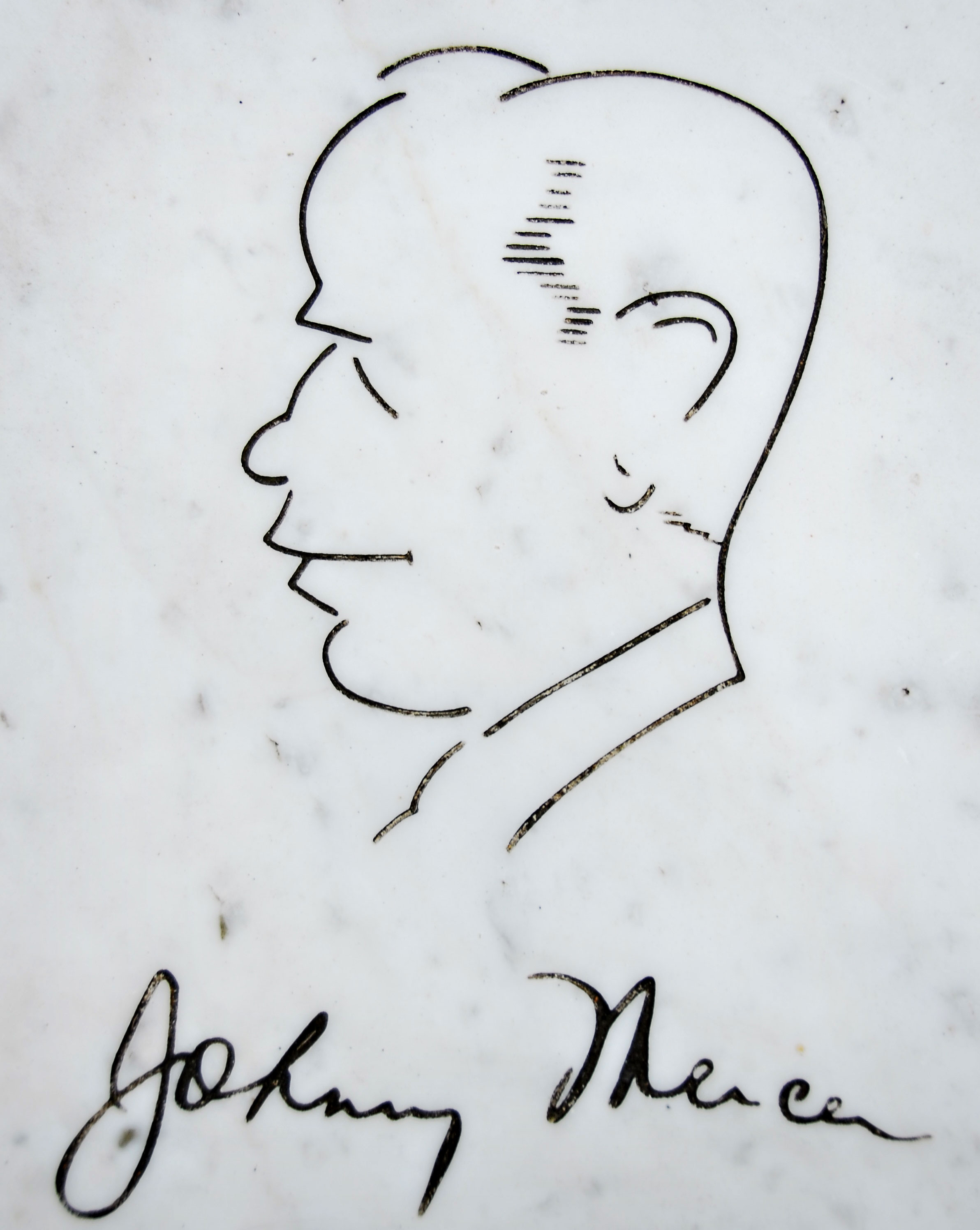
Selbstporträt von Johnny Mercer

John Herndon Mercer (* 18. November 1909 in Savannah, Georgia; † 25. Juni 1976 in Los Angeles, Kalifornien) war ein amerikanischer Sänger, Komponist und Songwriter. Mit Evergreens wie Moon River und One for My Baby (And One More for the Road) gehört der vierfache Oscar-Preisträger zu den profiliertesten Liedschreibern des 20. Jahrhunderts.

## Leben

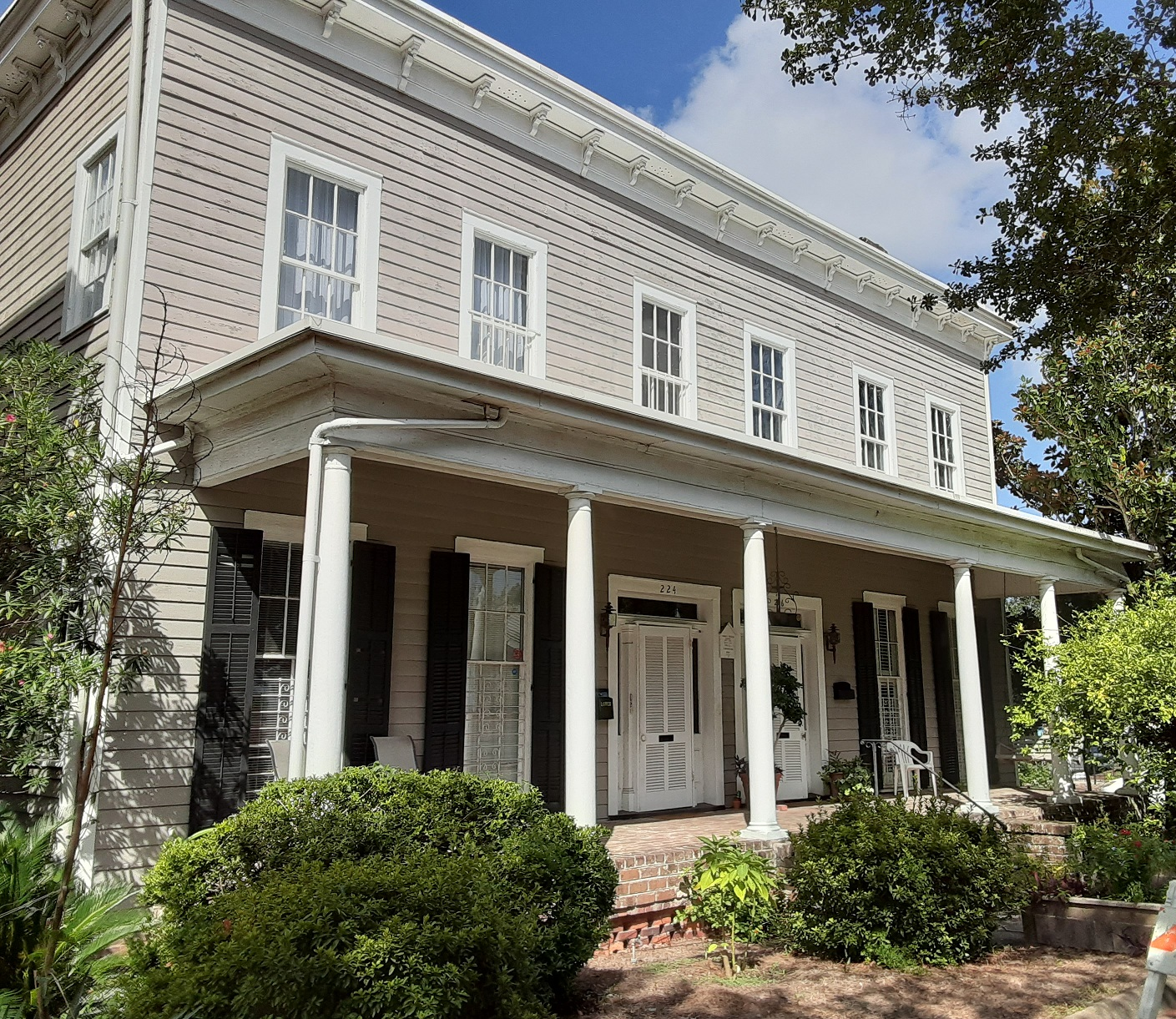
Savannah, 224–226 East Gwinnett Street, das Haus, in dem Johnny Mercer seine Kindheit verlebte

Der Sohn eines Anwalts und Grundstücksmaklers aus Georgia, der schon als Schüler Lieder textete, begann seine Karriere Ende der 1920er Jahre in New York, wo er zunächst eine Laufbahn als Bühnenschauspieler anstrebte und auch einige kleinere Rollen bekam, jedoch bald seine Talente als Songwriter entfaltete, nachdem ein von ihm geschriebenes Stück 1930 im Broadway-Musical Garrick Gaieties Of 1930 Verwendung fand.
1932 gewann Mercer einen Talentwettbewerb als Sänger und wurde von Paul Whiteman für dessen äußerst populäre Big Band verpflichtet. In den folgenden Jahren duettierte Mercer unter anderem mit Jack Teagarden und Bing Crosby, sang für Benny Goodman (1938/39) und bekam Anfang der 1940er Jahre seine eigene Radioshow Johnny Mercer’s Music Shop. Mehr als ein Dutzend seiner Aufnahmen kamen in die Top Ten der Billboard-Charts, vier davon schafften es auf Platz 1.

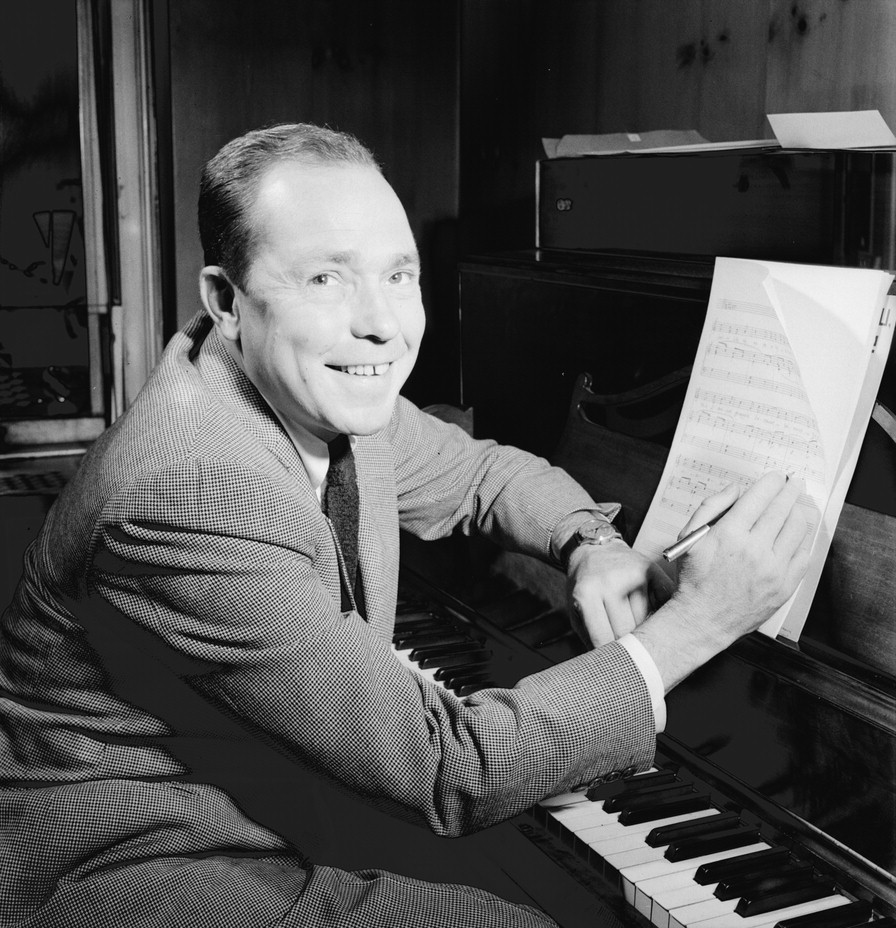
Johnny Mercer, ca. 1947.
Fotografie von William P. Gottlieb.

Den nachhaltigsten Erfolg aber hatte Mercer als Liedtexter. In rascher Folge publizierte er in Zusammenarbeit mit Komponisten wie Harold Arlen, Hoagy Carmichael, Bernie Hanighen, Jerome Kern, Matty Malneck, Harry Warren und Richard Whiting, später vor allem auch mit Henry Mancini, zahlreiche Songs, die in zeitgenössischen Interpretationen von Vokalisten wie Bing Crosby, Billie Holiday oder Rudy Vallée und von Orchestern wie Glenn Miller oder Tommy Dorsey jahrelang die Charts beherrschten, teils zu bis heute vielgespielten Evergreens wurden und Mercer zu einem der profiliertesten Autoren des Great American Songbook machten. Knapp 1000 Songs hat er im Laufe seines Lebens geschrieben.
Viermal gewann Mercer, der ab 1935 auch Stücke für zahlreiche Hollywood-Filme schrieb, den Oscar (für On the Atchison, Topeka and the Santa Fe mit Harry Warren 1945, In the Cool, Cool, Cool of the Evening mit Hoagy Carmichael 1951 sowie Moon River 1961 und Days Of Wine And Roses 1962, beide mit Henry Mancini), 14 weitere seiner Songs wurden für einen Oscar nominiert, zuletzt Life Is What You Make It 1971. Erfolg hatte Mercer auch mit englischen Texten für europäische Songs, wie Autumn Leaves (Les Feuilles Mortes, 1950), When The World Was Young (Le Chevalier de Paris, 1950) oder Summer Wind (Sommerwind, 1965).
Einen besonderen Einfluss hatten seine Lieder auf das Repertoire von Frank Sinatra, mit dem Mercer jahrzehntelang auch privat eng befreundet war und der mehr als fünf Dutzend seiner Lieder einspielte und teils über Jahrzehnte im Programm behielt, darunter den ursprünglich für Fred Astaire geschriebenen Saloon-Klassiker One for My Baby und die Ballade Come Rain or Come Shine. Eine seiner letzten Kompositionen, Empty Tables, schrieb Mercer 1973 speziell für Sinatra.
Zusammen mit dem Komponisten und Filmproduzenten Buddy DeSylva und dem Geschäftsmann Glenn Wallichs gründete Mercer 1942 die Plattenfirma Capitol Records, deren erster Präsident er wurde. Mit Künstlern wie Paul Whiteman, Ella Mae Morse, Stan Kenton, Jo Stafford, Nat King Cole und Margaret Whiting zeichnete Capitol 1946 bereits für ein Sechstel aller in den USA verkauften Schallplatten verantwortlich. 1955, zwei Jahre nachdem auch Frank Sinatra zu Capitol gestoßen war, verkaufte Mercer seine Anteile an der Plattenfirma für einen Millionenbetrag.
1969 gehörte Mercer zu den Mitgründern der Songwriters Hall of Fame und wurde deren erster Präsident. Bis in seine letzten Monate hinein aktiv, erlag Mercer im Sommer 1976 den Folgen eines Gehirntumors. Einen seiner letzten Texte, When October Goes, vertonte Barry Manilow im selben Jahr.
2004 veröffentlichte Gene Lees, selbst profilierter Komponist und Jazz-Musiker, eine umfangreiche Biographie über Johnny Mercer.
2006 veröffentlichte der aus New Orleans stammende Pianist Dr. John das Album Mercernary, auf dem er viele bekannte Titel Johnny Mercers neu vertonte.

## Seine bekanntesten Songs als Songwriter (Auswahl)
Text und Musik von Johnny Mercer
- 1930: Out of Breath and Scared to Death of You
- 1936: I’m an Old Cowhand
- 1936: Lost
- 1939: You Grow Sweeter as the Years Go By
- 1942: Strip Polka
- 1944: G. I. Jive
- 1944: Dream (Mercers Erkennungsmelodie)
- 1955: Something’s Gotta Give (für Daddy Langbein, Oscar-nominiert)
- 1957: Bernardine
- 1960: The Facts of Life (aus So eine Affäre, Oscar-nominiert)
- 1973: Empty Tables

Mit Musik von Harold Arlen
- 1932: Satan’s Li’l Lamb
- 1941: Blues in the Night (Oscar-nominiert)
- 1941: Says Who, Says You, Says I
- 1941: This Time the Dreams on Me
- 1942: That Old Black Magic
- 1942: Hit the Road to Dreamland
- 1942: Captain of the Clouds
- 1942: That Old Black Magic (aus Star Spangled Rhythm, Oscar-nominiert)
- 1943: My Shining Hour (Oscar-nominiert)
- 1943: One for My Baby
- 1944: Accentuate the Positive (Oscar-nominiert)
- 1944: I Promise You
- 1944: Let’s Take the Long Way Home
- 1945: Out of This World
- 1945: June Comes Around Every Year
- 1946: Come Rain or Come Shine
- 1946: Any Place I Hang My Hat Is Home

Mit Musik von Hoagy Carmichael
- 1933: Lazybones
- 1934: Moon Country
- 1939: Ooh! What You Said
- 1939: The Rhumba Jumps
- 1943: Skylark
- 1943: The Old Music Master
- 1951: In the Cool Cool Cool of the Evening (Oscar-Gewinner)

Mit Musik von Bernard Hanighen
- 1934: Here Come the British (Bang! Bang!)
- 1934:  When a Woman Loves a Man (mit Gordon Jenkins)
- 1935: Dixieland Band
- 1937: Bob White (Watcha Gonna Swing Tonight?)
- 1937: Weekend of a Private Secretary

Mit Musik von Gordon Jenkins
- 1934: You Have Taken My Heart
- 1934: When a Woman Loves a Man (mit Bernard Hanighen)
- 1934: P. S. I Love You

Mit Musik von Jerome David Kern
- 1942: Dearly Beloved (Oscar-nominiert)
- 1942: I’m Old Fashioned
- 1942: Windmill Under the Stars
- 1942: You Were Never Lovelier

Mit Musik von Matty Malneck
- 1934: Pardon My Southern Accent
- 1934: If I Had a Million Dollars
- 1935: Eeny Meeny Miney Mo
- 1935: If You Were Mine
- 1936: Goody Goody

Mit Musik von Henry Mancini
- 1961: Moon River (Oscar-Gewinner)
- 1962: Days of Wine and Roses (Oscar-Gewinner)
- 1963: Charade (Oscar-nominiert)
- 1964: It Had Better Be Tonight – Meglio Stasera
- 1965: The Sweetheart Tree (Oscar-nominiert)
- 1970: Whistling Away the Dark (Oscar-nominiert)

Mit Musik von Jimmy McHugh
- 1940: I’d Know You Anywhere (Oscar-nominiert)
- 1940: Bad Humour Man
- 1940: You’ve Got Me This Way

Mit Musik von Harry Warren
- 1937: Garden of the Moon (mit Al Dubin)
- 1938: Jeepers Creepers (Oscar-nominiert, aus dem Film Going Places)
- 1938: You Must Have Been a Beautiful Baby
- 1945: On the Atchison, Topeka and the Santa Fe (Oscar-Gewinner)
- 1945: Wait and See

Mit Musik von Richard Whiting
- 1937: Too Marvelous for Words
- 1937: Have You Got Any Castles, Baby?
- 1937: I’ll Dream Tonight
- 1938: Hooray for Hollywood

Mit Anderen
- 1932: It’s About Time (Musik: Peter Tinturin)
- 1936: I’m Building Up to an Awful Let-Down (Fred Astaire)
- 1938: Love of My Life (Artie Shaw)
- 1939: Day in Day Out (Rube Bloom)
- 1939: I Thought About You (Jimmy Van Heusen)
- 1939: (You Speak) and the Angels Sing (Ziggy Elman)
- 1939: Cuckoo in Me Clock (Walter Donaldson)
- 1940: Fools Rush In (Where Angels Fear To Tread) (Rube Bloom)
- 1940: Love of My Life (Artie Shaw) (Oscar-nominiert)
- 1940: Mr Meadowlark (Walter Donaldson)
- 1942: I Remember You (Victor Schertzinger)
- 1942: Mandy Is Two (Fulton McGrath)
- 1942: Tangerine (Victor Schertzinger)
- 1943: Travelin‘ Light (Jimmy Mundy, Trummy Young)
- 1945: Laura (David Raksin)
- 1947: Early Autumn (Woody Herman, Ralph Burns)
- 1950: Autumn Leaves (englischer Text zu „Les Feuilles Mortes“, Joseph Kosma)
- 1951: Here’s to My Lady (Rube Bloom)
- 1952: The Glow-Worm (Paul Lincke)
- 1954: Lonesome Polecat (Gene De Paul)
- 1958: Satin Doll (Duke Ellington)
- 1960: Two of a Kind (Bobby Darin)
- 1963: I Wanna Be Around (Sadie Vimmerstedt)
- 1965: Summer Wind [englischer Text zu „Sommerwind“, Heinz Mayer]
- 1967: How Do You Say Auf Wiedersehn? (Tony Scibetta)
- 1971: Life Is What You Make It (Marvin Hamlisch) (Oscar-nominiert)
- 1976: When October Goes (Barry Manilow, Musik posthum komponiert)

## Seine bekanntesten eigenen Aufnahmen (Auswahl)
- 1939: Mr Gallagher and Mr Shean (Decca)
- 1939: Small Fry (Decca)
- 1943: I Lost My Sugar in Salt Lake City (Capitol)
- 1944: G. I. Jive (Capitol)
- 1944: San Fernando Valley (Capitol)
- 1945: Candy (Capitol, mit Jo Stafford & the Pied Pipers)
- 1945: I’m Gonna See My Baby (Capitol)
- 1945: Surprise Party (Capitol)
- 1946: Personality (Capitol)
- 1946: My Sugar Is So Refined (Capitol)
- 1946: Zip-A-Dee-Doo-Dah (Capitol)
- 1946: A Gal in Calico (Capitol)
- 1947: Winter Wonderland (Capitol)
- 1947: Huggin‘ and A-Chalkin (Capitol)
- 1947: I Do Do Do Like You (Capitol)
- 1947: Sugar Blues (Capitol)
- 1947: Save the Bones for Henry Jones (Capitol, mit Nat King Cole)
- 1947: Harmony (Capitol, mit Nat King Cole)
- 1949: Baby It’s Cold Outside (Capitol, mit Margaret Whiting)

## DVD
- Johnny Mercer – The Dream’s On Me (2007, Regie: Bruce Ricker)